# 坦蒂里
坦蒂里（法語：Tintury，法語發音：[tɛ̃tyʁi]）是法国涅夫勒省的一个市镇，位于该省中部，属于希农堡（城）区。

## 地理
坦蒂里（46°59'49"N, 3°34'59"E）面积23.28 平方千米，位于法国勃艮第-弗朗什-孔泰大區涅夫勒省，该省份为法国中部省份，北至约讷省，西北接卢瓦雷省，西接谢尔省，南至阿列省，东南接索恩-卢瓦尔省，东临科多尔省。
与坦蒂里接壤的市镇（或旧市镇、城区）包括：阿吕、比什、费尔特雷沃、弗拉奈-勒尼、鲁伊。

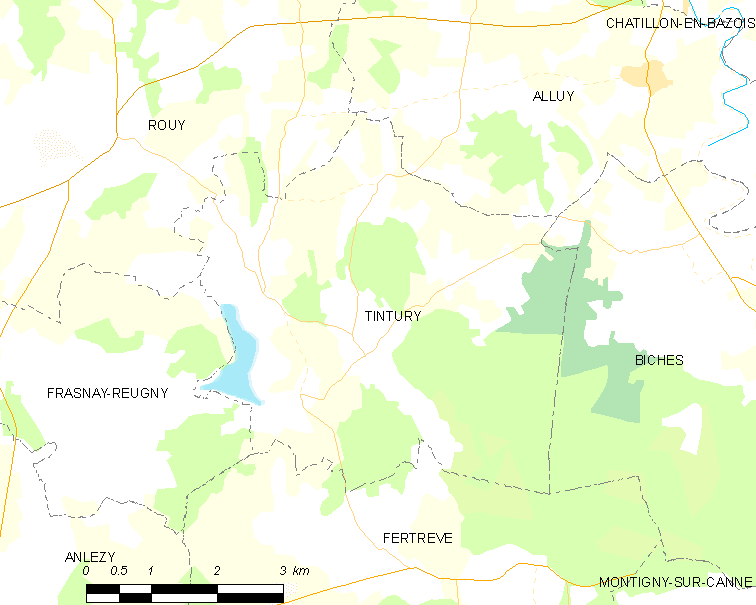
坦蒂里的OSM定位图

坦蒂里的时区为UTC+01:00、UTC+02:00（夏令时）。

## 行政
坦蒂里的邮政编码为58110，INSEE市镇编码为58292。

## 政治
坦蒂里所属的省级选区为希农堡县。

## 人口

1962-2008年间坦蒂里人口变化图示

坦蒂里于2022年1月1日时的人口数量为161人。